# Adenium
Genre
Adenium est un genre de plantes à fleurs de la famille des Apocynaceae dont on ne connait pas précisément l'origine. En effet, on trouve les espèces au sud de l'Arabie, au Yémen (île de Socotra), sur les côtes est-africaines, jusqu'au sud de l'Angola et de Namibie, en Afrique subsaharienne, sans qu'il soit possible de déterminer si le genre est natif d'une de ces régions ou s'il a été naturalisé par suite d'importation humaine. La plante s'est naturalisée à Ceylan et en Inde et est cultivée dans de nombreuses régions tropicales du monde.

## Étymologie
Le nom dérive de la ville d'Aden au Yémen, lieu où prolifère la plante notamment sur l'île de Socotra.

## Liste d'espèces
Selon Tropicos (22 décembre 2018) (Attention liste brute contenant possiblement des synonymes) :
- Adenium arabicum Balf. f.
- Adenium arboreum Ehrenb.
- Adenium boehmianum Schinz
- Adenium coetaneum Stapf
- Adenium dhofarense Rzepecky
- Adenium honghel A. DC.
- Adenium lugardii N.E. Br.
- Adenium micranthum Stapf
- Adenium multiflorum Klotzsch
- Adenium namaquanum Wyley ex Harvey
- Adenium namaquarium G. Hensl.
- Adenium obesum (Forssk.) Roem. & Schult.
- Adenium oleifolium Stapf
- Adenium socotranum Vierh.
- Adenium somalense Balf. f.
- Adenium speciosum Fenzl
- Adenium swarzicum Stapf
- Adenium swazicum Stapf
- Adenium tricholepis Chiov.